# Vol Tara Air 193
Le 24 février 2016, le vol Tara Air 193, un vol intérieur régulier de passagers affrété par la compagnie Tara Air, effectuant la liaison entre les aéroports népalais de Pokhara et de Jomson, assuré par un DHC-6 Twin Otter, s'est écrasé dans une zone montagneuse près du village de Dana dans le district de Myagdi, au Népal. Les 20 passagers et 3 membres d’équipage n'ont pas survécu, ce qui en fait l'accident aérien le plus meurtrier impliquant un avion de Tara Air.
Le surlendemain de cet accident, un nouvel accident se produit au Népal (2 morts et plusieurs blessés). Ce pays a connu depuis 1949 (date du début de l'aviation au Népal) plus de 70 crashs aériens ayant fait plus de 700 morts.

## Avion
Le DHC-6 Twin Otter assurant ce vol était une version de la série 400, construite en 2012 par Viking Air avec comme numéro de série du fabricant 926. En septembre 2015, il a été livré à Tara Air et immatriculé 9N-AHH.

## Déroulement du vol
L'avion a décollé de l'aéroport de Pokhara à 7 h 50, heure locale ; la durée normale du vol sur cette ligne est de seulement 18 min. La tour de contrôle de Pokhara a perdu le contact avec l'avion 10  minutes après le décollage ; l'épave a été retrouvée prés du village de Dana, dans le district de Myagdi, à 13 h 25 par une équipe de policier déployée depuis le poste de police local. La compagnie aérienne a signalé que les conditions météorologiques aux aéroports d'origine et de destination étaient favorables le jour du vol.

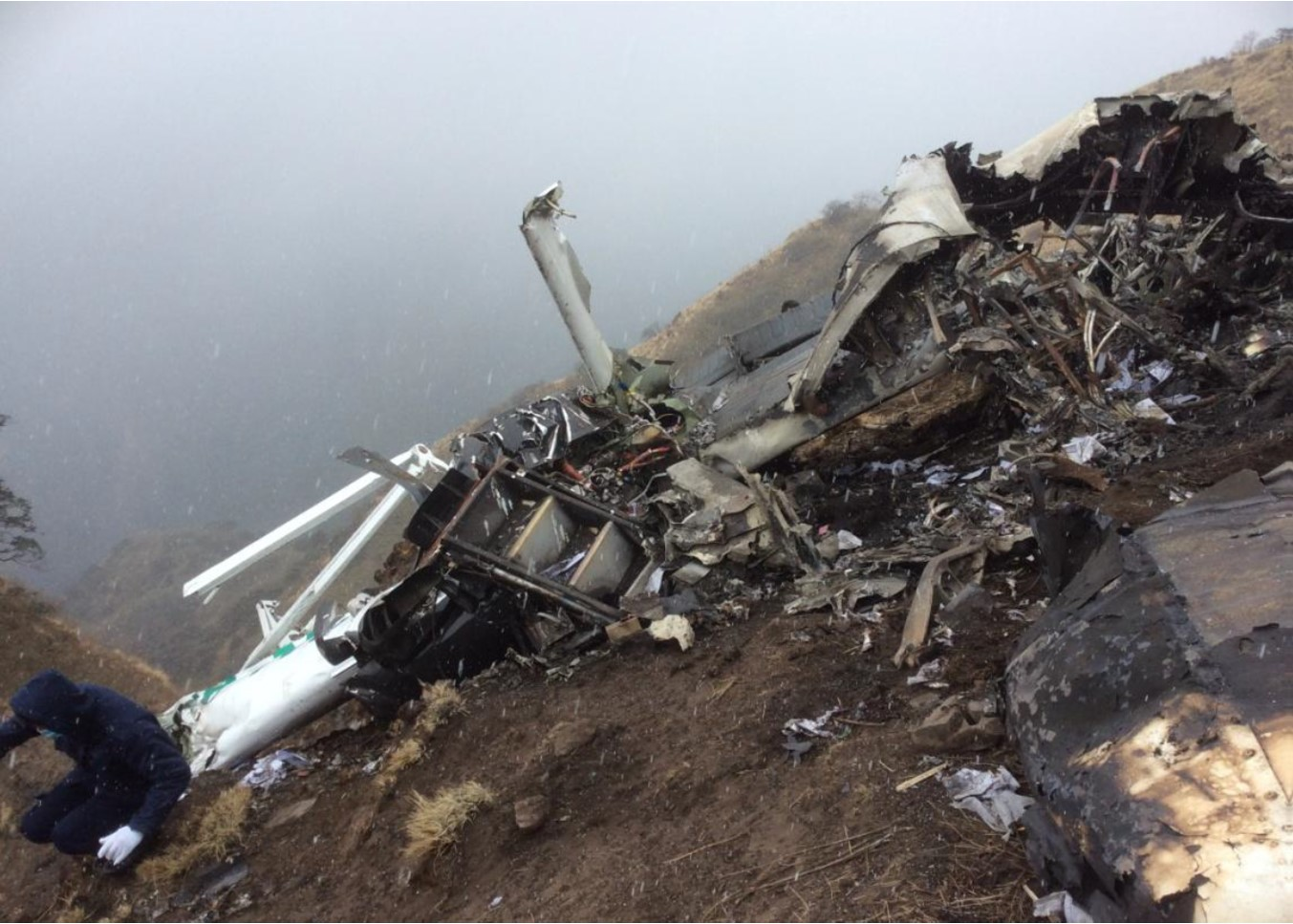
L'épave du Twin Otter, photographié sur le site du crash.

Pendant le vol, le copilote a agi en tant que pilote en fonction (PF) et le commandant de bord en tant que pilote surveillant. Durant le trajet, l'avion a dévié vers la gauche et est monté à 12 000 pieds (3 658 m) pour éviter les nuages.
Au-dessus de Ghorepani (en), l'avertisseur de proximité du sol (GPWS) a commencé à retentir dans le cockpit ; l'avion volait à travers les nuages avec une faible visibilité. Une descente à 10 000 pieds (3 048 m) a été initiée mais, à 10 200 pieds (3 109 m), le GPWS a de nouveau retenti, mais le commandant de bord a répondu qu'il ne fallait pas s'en soucier.
Le commandant de bord était habitué à entendre les alarmes du GPWS en vol normal, il a donc pris l'habitude de ne pas tenir compte de ces avertissements. Environ une minute avant l'accident, le commandant de bord a pris les commandes et a entamé une montée. L'avion a percuté le flanc d'une montagne à 10 700 pieds (3 261 m) et s'est immobilisé contre le relief à 10 982 pieds (3 347 m).

## Victimes
| Nationalité  | Passagers | Équipage |
| ------------ | --------- | -------- |
| Népal        | 18        | 3        |
| Hong Kong    | 1         | 0        |
| Koweït       | 1         | 0        |
| Total à bord | 20        | 3        |

## Enquête
Une commission a été formée pour enquêter sur cet accident. L'épave a été retrouvée éparpillée sur environ 660 pieds (200 m) à Solighopte, dans le district de Myagdi, qui est situé dans la zone de Dhawalagiri.
Le rapport final, publié 17 mois plus tard, stipule que la cause probable de cet accident est le fait que, malgré des conditions météorologiques de vol aux instruments (IMC) défavorables, l'équipage a décidé à plusieurs reprises d'entrer dans les nuages pendant le vol, qui était effectué selon les règles de vol à vue (VFR), et a dévié de sa trajectoire normale en raison d'une perte de conscience de la situation aggravée par une désorientation spatiale, ce qui a conduit à un impact sans perte de contrôle.